# Дист, Генрих фон
Генрих фон Дист (нем. Heinrich von Diest, полное имя Heinrich Ludwig Friedrich Arnold von Diest; 1785—1847) — прусский военный деятель, генерал-лейтенант.

## Биография
Родился 16 марта 1785 года в городе Клеве. Происходил из бюргерской семьи, имевшей корни имперских рыцарей и принадлежащей к дворянскому роду фон Дист. Был сыном государственного чиновника Райнхарда Отто Фридриха фон Дист (нем. Reinhard Otto Friedrich von Diest, 1748—1814) и его жены Марии Анны Кларины, урождённой фон Овен (нем. Maria Anna Clarina von Oven, 1757—1796).
Сначала Генрих учился в Мюнстерском университете, а затем в 1799 году поступил на военную службу ефрейтором-капралом в пехотный полк No. 10 (1806) прусской армии. Звание лейтенанта получил в 1806 году после капитуляции крепости города Ринтельн и пленения французских военнослужащих. После заключения Тильзитского мира и с согласия короля Фридриха Вильгельма III, в 1809 году Дист поступил на службу в Русскую императорскую армию. Там он стал офицером генерального штаба и принял участие в войне против французов в 1812 году. Затем, уже в чине полковника русской армии, участвовал в Освободительной война в Германии. 11 июня 1813 года он был удостоен ордена Pour le Mérite.
После заключения Парижского мира 1815 года, Генрих фон Дист был российским военным атташе в Берлине. В 1818 году он вернулся в прусскую армию в чине полковника и участвовал в подавлении Польского восстания 1830 года. Затем был начальником генштаба пехотного корпуса V. Armee-Korps и шефом артиллерийской комиссии. В 1843 году получил звание генерал-лейтенанта артиллерии.
Умер 8 ноября 1847 года в Берлине. Был похоронен на городском кладбище Alter Garnisonfriedhof.

## Награды
Королевства Пруссия:
- Крест за выслугу лет[нем.]
- Орден «Pour le Mérite» (11 июня 1813)[3]
- Орден Святого Иоанна Иерусалимского почётный кавалер (1829, Rechtsritter)[4]
- Орден Красного орла 3-го класса[5]
- Орден Красного орла 2-го класса с дубовыми листьями (1831)[6]; звезда к ордену с дубовыми листьями (1838)[7]
- Орден Красного орла 1-го класса с дубовыми листьями (1843)[8]

Российской империи:
- Орден Святой Анны 4-й степени (23 марта 1812)[9]
- Орден Святого Владимира 4-й степени с бантом (19 декабря 1812)[10]
- Золотое оружие «За храбрость» (22 февраля 1813)[11]
- Орден Святого Георгия 4-го класса (10 июля 1815)[12]

Прочие:
- Австрийский императорский орден Леопольда рыцарский крест (Австрийская империя)

## Семья
Генрих фон Дист женился 13 февраля 1816 года в городе Флатов (ныне Злотув, Польша) на Adolfine Johanna Adelheid Henriette, урождённой von Gerhardt (1795—1832). В семье родились:
1. Arnold (1816—1816)
2. Marie Karoline Luise (1818—1885)
3. Arnold Heinrich Ernst Otto Johann (1820—?)
4. Otto Karl Erhard Heinrich (1821—1901)
5. Karl Wilhelm Heinrich (1825—1834)
6. Gustav Friedrich Heinrich Paul (1826—1911)
7. Wilhelm Friedrich Ernst Heinrich (1828—?)
8. Adolf Johann Georg Heinrich (1830—1834)
9. Adelheid (1832—?)

## Награды
- Был награждён многими наградами, среди которых орден Святого Георгия 4-й степени (№ 3000; 10 июля 1815), ордена Святого Владимира и Святой Анны, а также орден Красного орла 1-й степени, Австрийский орден Леопольда и Pour le Mérite.